# Confete

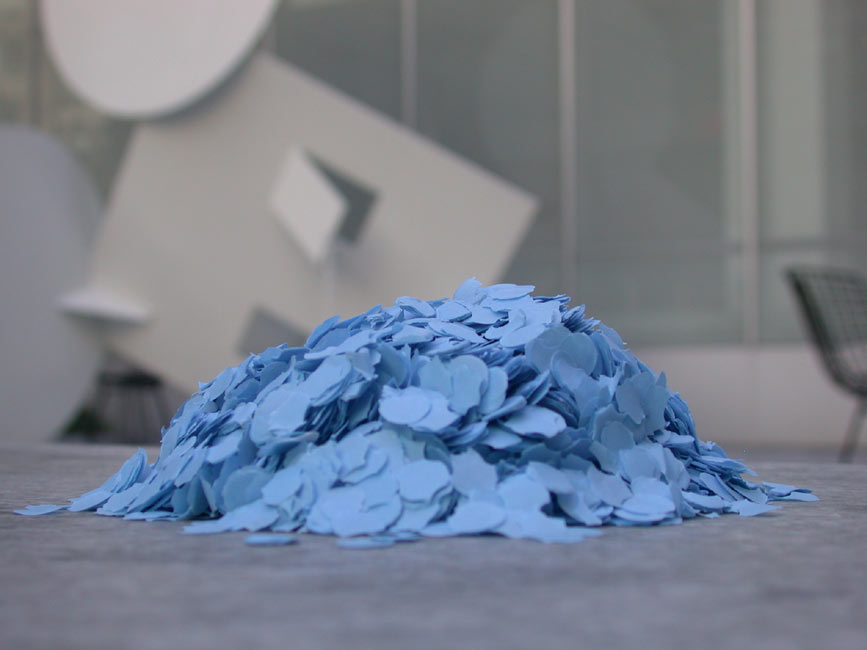
Confetes

Confete aparece pela primeira vez no carnaval de Roma sob a forma de "confetti", ou "confeitos" de açúcar que as pessoas jogavam umas sobre as outras durante o corso nas ruas da cidade. O confete de papel (geralmente branco, dourado ou prateado) é noticiado pela primeira vez no carnaval de Paris, em 1892.

## Batalha de confete
As batalhas de confete, ou batalhas de Flores, eram os nomes dados, no início do século XX, às promenades características do carnaval da elite carioca desde meados do século XIX.
Baseados nas "Batailles des Fleurs" do carnaval de Nice, esses eventos eram realizados na sofisticada, e recém inaugurada, Avenida Beira-Mar, no Rio de Janeiro.
A necessidade de se possuir uma carruagem, ou mais tarde um automóvel, fazia com que essa diversão fosse uma exclusividade das classes mais abastadas.
A principal característica das batalhas de flores, ou de confete, eram seu caráter inocente e familiar. A brincadeira consistia basicamente num passeio de carruagens (ou de automóveis) enfeitadas, que transportavam grupos de pessoas fantasiadas. Ao se cruzarem, os foliões lançavam uns sobre os outros, pequenos buquês de flores, confetes ou serpentinas procurando copiar os modos "civilizados" do carnaval de Nice.
A inauguração, no Rio de Janeiro, do eixo Avenida Central-Avenida Beira-Mar, em 1906, daria grande impulso à brincadeira que buscava ocupar o novo espaço urbano construído para o usufruto da burguesia.
O projeto de um carnaval sofisticado e exclusivo da elite, porém, acabaria esbarrando na proverbial esbórnia dos cariocas que deram um toque de esculhambação ao elegante divertimento fazendo com que as batalhas de flores se transformassem no chamado corso.